# ويليام بيرش (لاعب كريكت بريطاني)
ويليام بيرش (10 فبراير 1863 في المملكة المتحدة - 11 ديسمبر 1940) (بالإنجليزية: William Birch)‏ هو لاعب كريكت بريطاني (وحمل سابقاً جنسية المملكة المتحدة لبريطانيا العظمى وأيرلندا). لعب مع نادي مقاطعة ميدلسكس للكريكت ‏.

## وصلات خارجية
- ويليام بيرش على موقع إي آس بي آن كريك إنفو (الإنجليزية)